# Denwick
Denwick är en by och en civil parish i Northumberland i England. Parish har 267 invånare (2011).